# ジェイミー・バビット

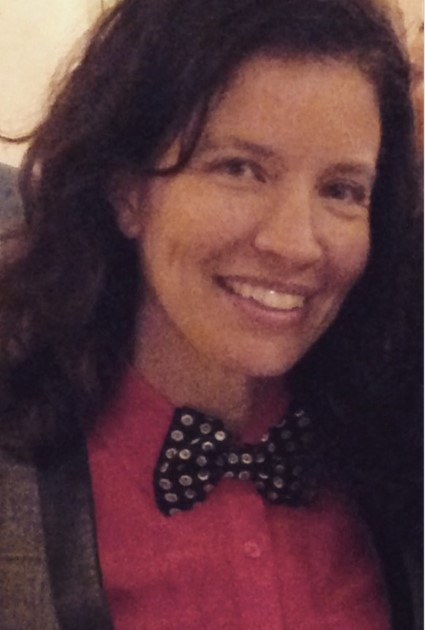
2009年当時のバビット

ジェイミー・バビット（ Jamie Babbit, 1970年11月16日- ）は、アメリカ合衆国の映画監督、脚本家。

## 作品

### 長編映画
- Go!Go!チアーズ But I'm a Cheerleader (1999)
- dot. ドット The Quiet (2005)
- ちっちゃなパイパイ大作戦! Itty Bitty Titty Committee (2007)
- 私の人生、代役に頼んでみた The Stand In (2020)

### 短編映画
- 眠りの美女 Sleeping Beauties (1999)
- Stuck (2001)

### TV作品・その他
- ギルモア・ガールズ Gilmore Girls (2001-2007)
- マルコム in the Middle Malcolm in the Middle (2002-2003)
- NIP/TUCK マイアミ整形外科医 Nip/Tuck (2003-2004)
- アグリー・ベティ (2006)
- ゴシップガール Gossip Girl (2007)
- Lの世界　(2007-2008)
- 新ビバリーヒルズ青春白書 90210 (2009)
- 私はラブ・リーガル Drop Dead Diva (2009-2010)
- 宇宙探査艦オーヴィル The Orville (2017)
- マーベラス・ミセス・メイゼル The Marvelous Mrs. Maisel (2018)